# Miejski Zakład Komunikacyjny w Tomaszowie Mazowieckim
Miejski Zakład Komunikacyjny w Tomaszowie Mazowieckim – spółka miejsko-gminna świadcząca usługi przewozowe w Tomaszowie Mazowieckim i w okolicznych gminach. Tomaszów jest jednym z pierwszych czterdziestu polskich miast, w których uruchomiono bezpłatną komunikację miejską, drugim po Bełchatowie w województwie łódzkim.

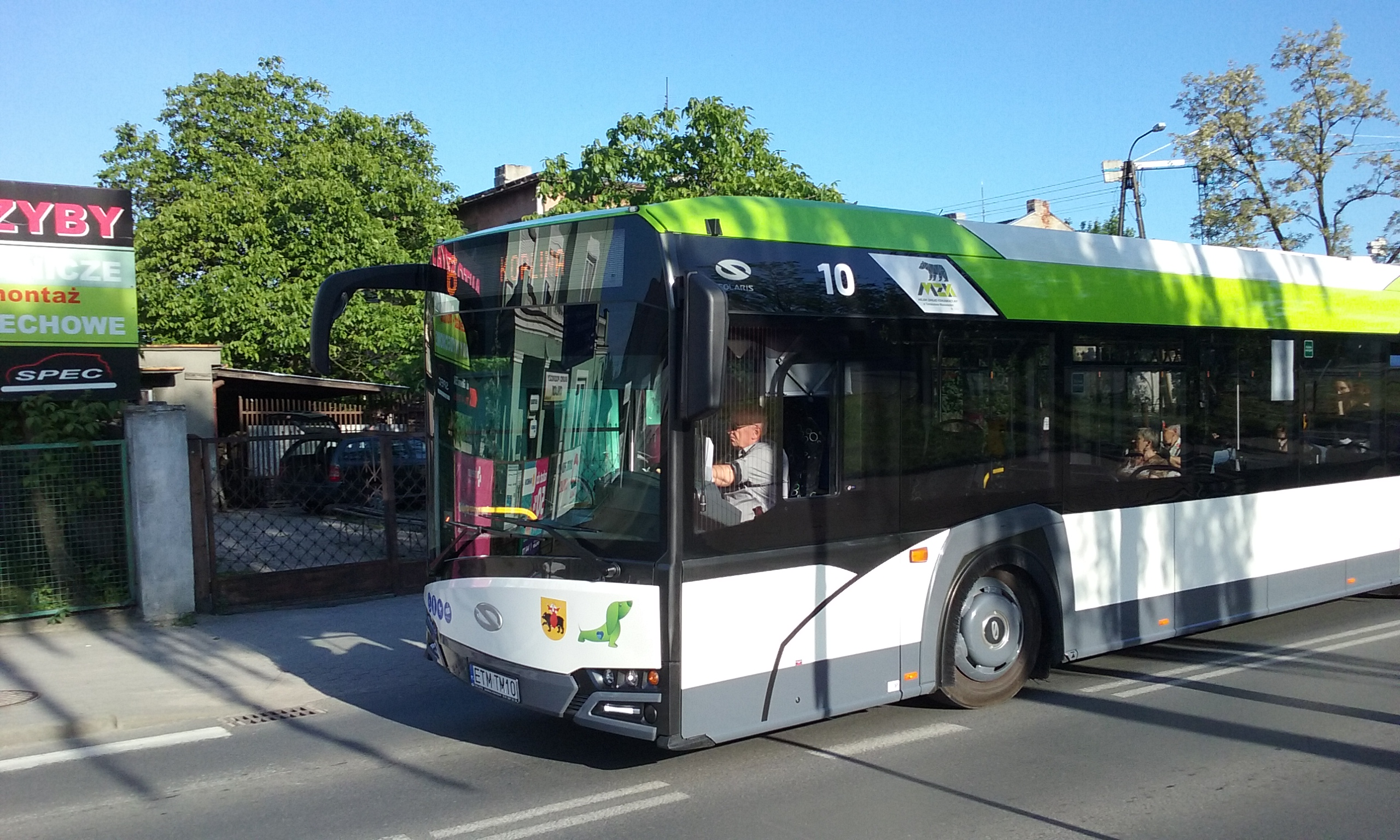
Autobus Solaris Urbino 12 Hybrid

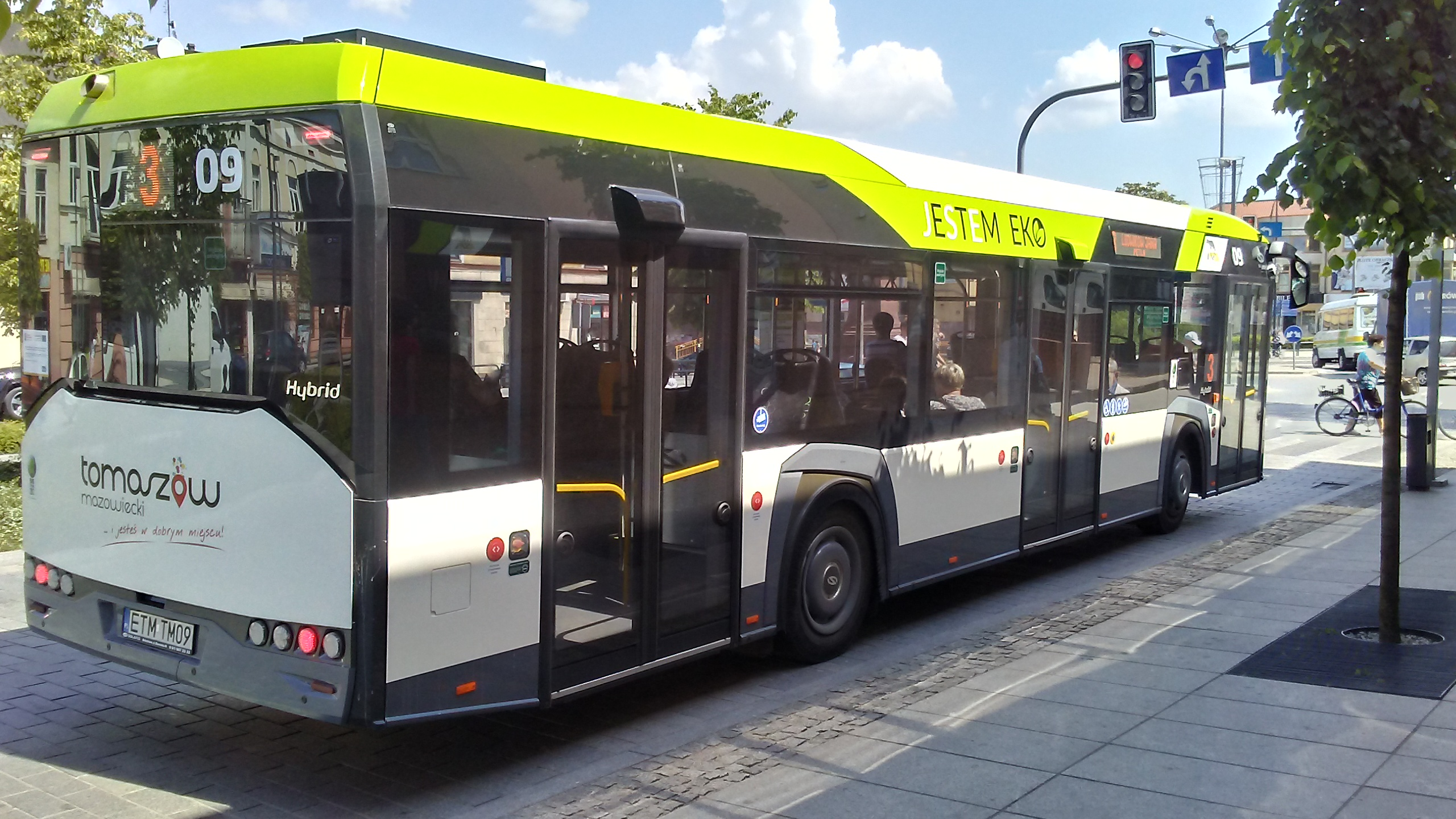
Tył Solarisa Urbino 12 Hybrid

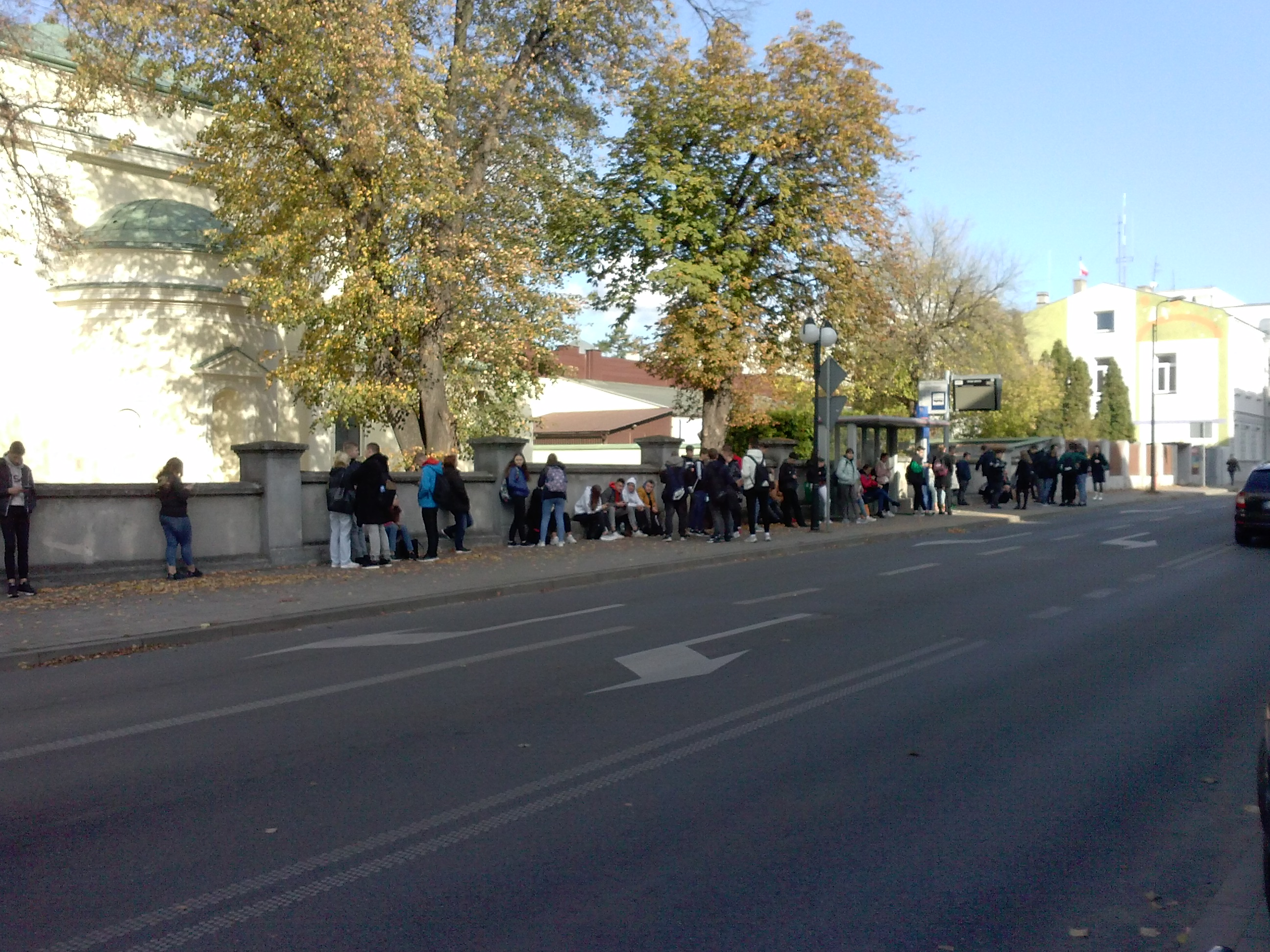
Przystanek MZK przy ulicy Mościckiego

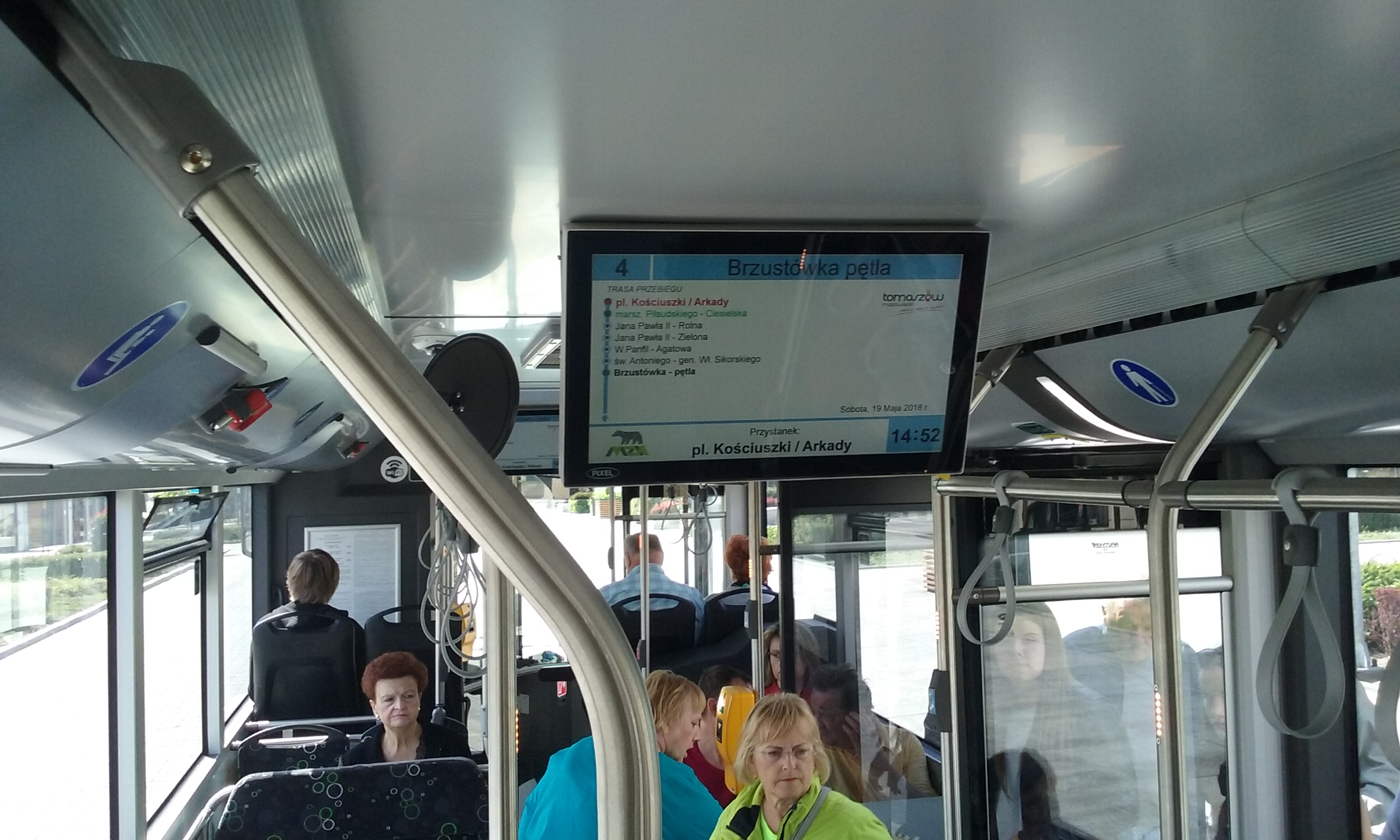
Wyświetlacz LED w jednym z nowo zakupionych autobusów

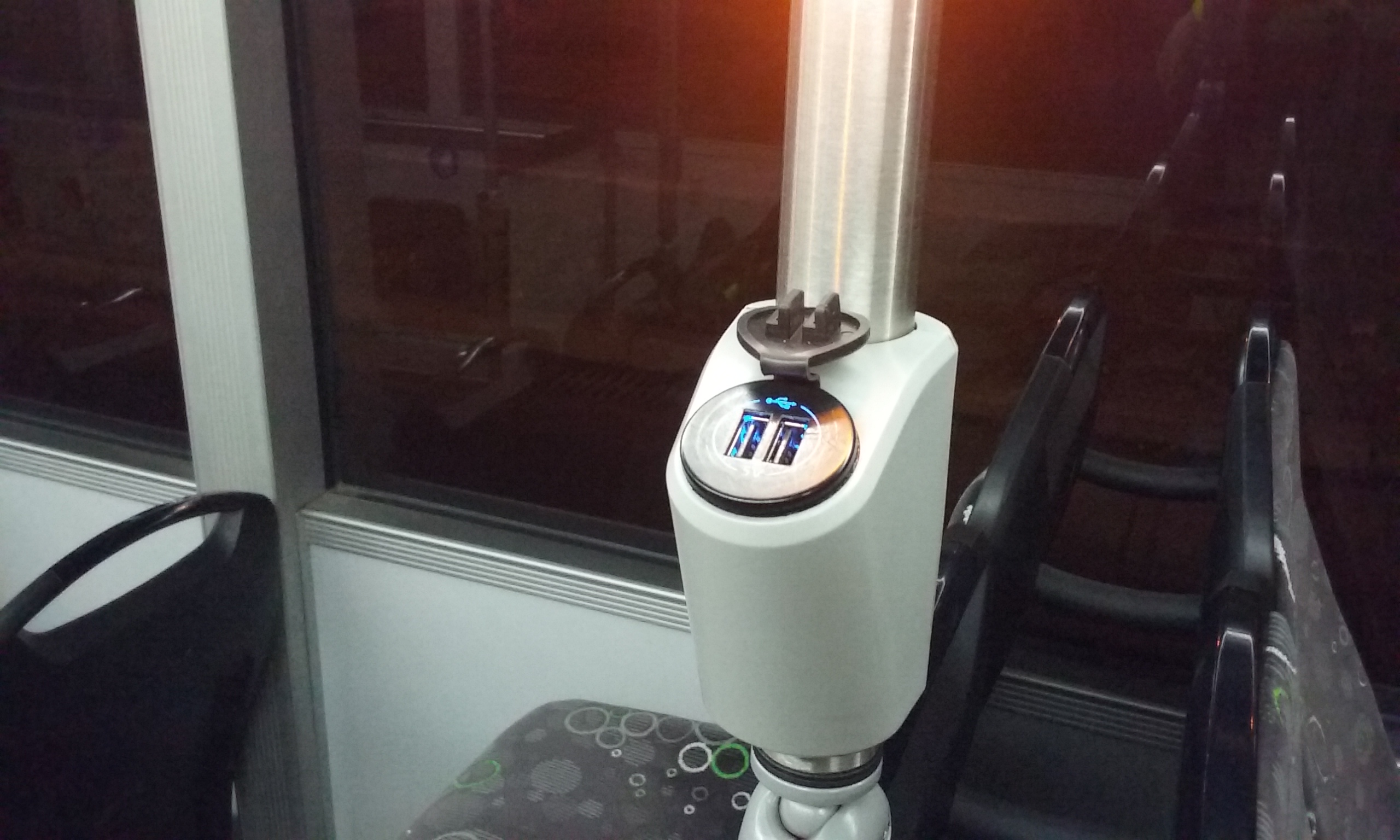
Gniazdko USB wewnątrz autobusu

## Historia
Pierwszą linię uruchomiono w 1929 roku. Prowadziła ona z Pl. Kościuszki na dworzec kolejowy wówczas w peryferyjnej części miasta. W 1935 roku spółka „Samochód” uruchomiła komunikację autobusową na trasie Pl. Kościuszki – Tomaszowska Fabryka Sztucznego Jedwabiu.
Po II wojnie światowej Miejskie Przedsiębiorstwo Gospodarki Komunalnej jak wówczas nazywał się tomaszowski przewoźnik, zakupiło 6 autobusów Star 52, które wyjechały na 3 linie.
Już rok później uruchomiono linię nr 4, która kursowała od granicy miasta przy ul. Ujezdzkiej (droga wyjazdowa na Łódź i trasę ekspresową Warszawa – Wrocław), do placu Kościuszki. W 1958 roku 1 przedłużono do nowej pętli przy ul. Suchej w pobliżu zakładów WISTOM. Rok później po mieście kursowała już linia nr 5 (Dworzec PKP – Pl. Kościuszki).
Rok 1960 nastąpił gwałtowny rozwój tomaszowskiej komunikacji miejskiej. Autobusy Star 52 zastąpiono nowoczesnymi Sanami H01B. Liczba linii wzrosła do dziesięciu, wiele z nich zmieniło swoje trasy w związku z rozbudową miasta.
Łączna długość linii komunikacyjnych wynosiła wówczas 48,9 km.
W latach siedemdziesiątych rozpoczęto wymianę autobusów San na Autosany H9-35. Zakupiono również Ikarusy 556. W roku 1978 zakupiono kolejne nowoczesne pojazdy Autosan H9, których sztuk miasto posiadało już 37. W 1980 roku kursowało 14 linii autobusowych: 8 miejskich, 4 podmiejskie, 1 międzymiejska i 1 nocna.
15 stycznia 2018 roku zaczęła funkcjonować nowa, znacznie poszerzona siatka połączeń tomaszowskiego MZK. Jej tworzenie na bieżąco konsultowano z mieszkańcami. Podstawą nowego rozkładu stały się nowo zakupione Solarisy Urbino 12 (25 pojazdów hybrydowych).
Od połowy 2021 roku MZK Tomaszów testuje pierwsze autobusy w pełni elektryczne.
Od sierpnia 2019 roku rozkład jazdy MZK Tomaszów Mazowiecki został udostępniony w najpopularniejszym na świecie systemie map internetowych firmy Google.

## Struktura właścicielska
Do 1978 roku pozostawał on jednym z zakładów składających się na miejską gospodarkę komunalną. Od roku 1978 do 1991 zakład funkcjonował jako oddział Wojewódzkiego Przedsiębiorstwa Komunikacji Miejskiej. Po wielu przeobrażeniach z ostatnim dniem 2013 roku swoją działalność zakończył zakład budżetowy, a od 2014 roku działa pod obecną nazwą.

## Zniesienie konieczności kasowania biletów
W kampanii wyborczej przed wyborami samorządowymi w 2014 roku, lider lokalnego Prawa i Sprawiedliwości, obecny prezydent Marcin Witko, zapowiedział wprowadzenie bezpłatnych przejazdów dla osób rozliczających podatki w mieście. Tuż po wyborach zniesiono konieczność kasowania biletów w niedziele i dni świąteczne, a całkowite zniesienie opłat zapowiedziano na okres po zakupie nowych autobusów i modernizacji bazy przy Warszawskiej. Jednak jeszcze przed zakończeniem budowy nowej bazy, bo już od stycznia 2018 roku komunikacja miejska w Tomaszowie stała się bezpłatna. Warunkiem uprawniającym do bezpłatnych przejazdów jest posiadanie „Karty Tomaszowianina”, którą można wyrobić w Urzędzie Miasta lub przez internet przedstawiając rozliczenie PIT.

## Modernizacja bazy w 2018 roku

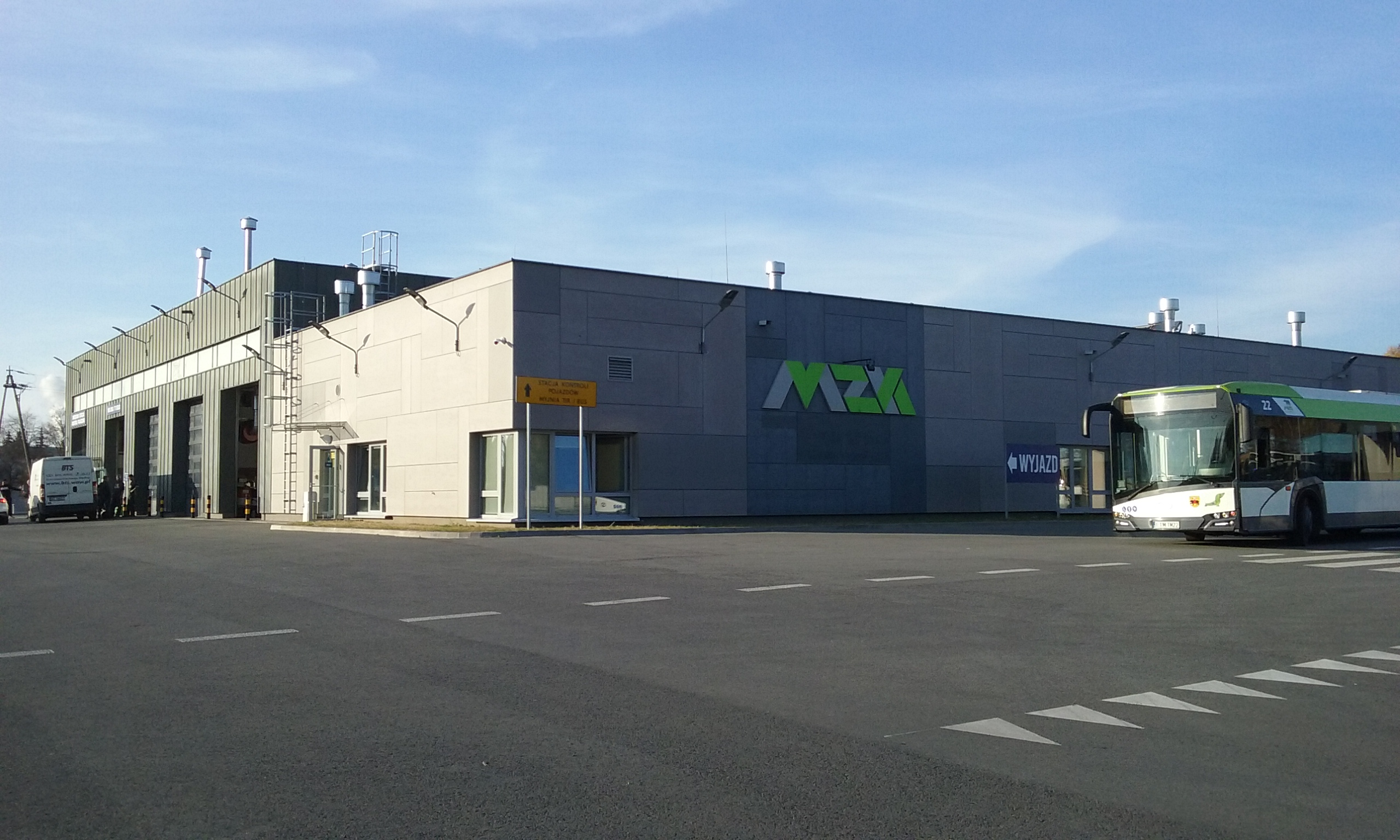
Baza MZK przy ul. Warszawskiej 109/111 wybudowana w 2018 roku

Od początku bazą dla autobusów miejskich był teren po dawnym tartaku przy ul. Warszawskiej 109/111.
W kwietniu 2018 roku otwarto nową bazę MZK. W miejsce dotychczasowego budynku obsługującego tabor wybudowana została zajezdnia obejmująca część socjalną, warsztatową, magazynową, stację kontroli pojazdów oraz myjnię dla samochodów ciężarowych. Obiekt został wyposażony w najnowocześniejszy sprzęt do obsługi taboru, a jego nowy funkcjonalny układ pomieszczeń pozwolił na wyodrębnienie niezależnie od części socjalnej i magazynowej sześciu stanowisk obsługi serwisowej oraz dodatkowo oddzielnych pomieszczeń do obsługi ogumienia, podzespołowni, do pracy elektryków, tokarni, prostownikowni, sprężarkowni, dystrybucji oleju. Inwestycję zrealizowała firma GETMAR z Tomaszowa Mazowieckiego.
Baza została zaprojektowana w sposób umożliwiający wykorzystanie odnawialnych źródeł energii w postaci:
- instalacji fotowoltaicznej oraz pomp ciepła do ogrzewania części pomieszczeń bazy oraz wody[38];
- ścieków z automatycznej myjni (po oczyszczeniu) do mycia samochodów. Automatyczna myjnia samochodowa pracuje w obiegu zamkniętym wody[39];
- wód deszczowych do podlewania terenów zielonych oraz mycia samochodów, co pozwoliło spółce obniżyć koszty eksploatacji budynku i świadczenie usług mycia pojazdów[40][41].

Tomaszowianie mogą korzystać z usług Okręgowej Stacji Kontroli Pojazdów i myjni na zasadach komercyjnych, w konkurencyjnych – w stosunku do lokalnego rynku – cenach.
Urząd Miasta oraz MZK otrzymali dofinansowanie na zakup 25 hybrydowych autobusów oraz budowę nowoczesnej bazy. Wnioski zostały najlepiej ocenione w województwie łódzkim. Łączna wartość obu projektów to 59,6 mln zł.
12 maja władze zorganizowały dzień otwarty, wybudowany od podstaw obiekt zwiedziło wielu tomaszowian.

## Statystyki po 2018

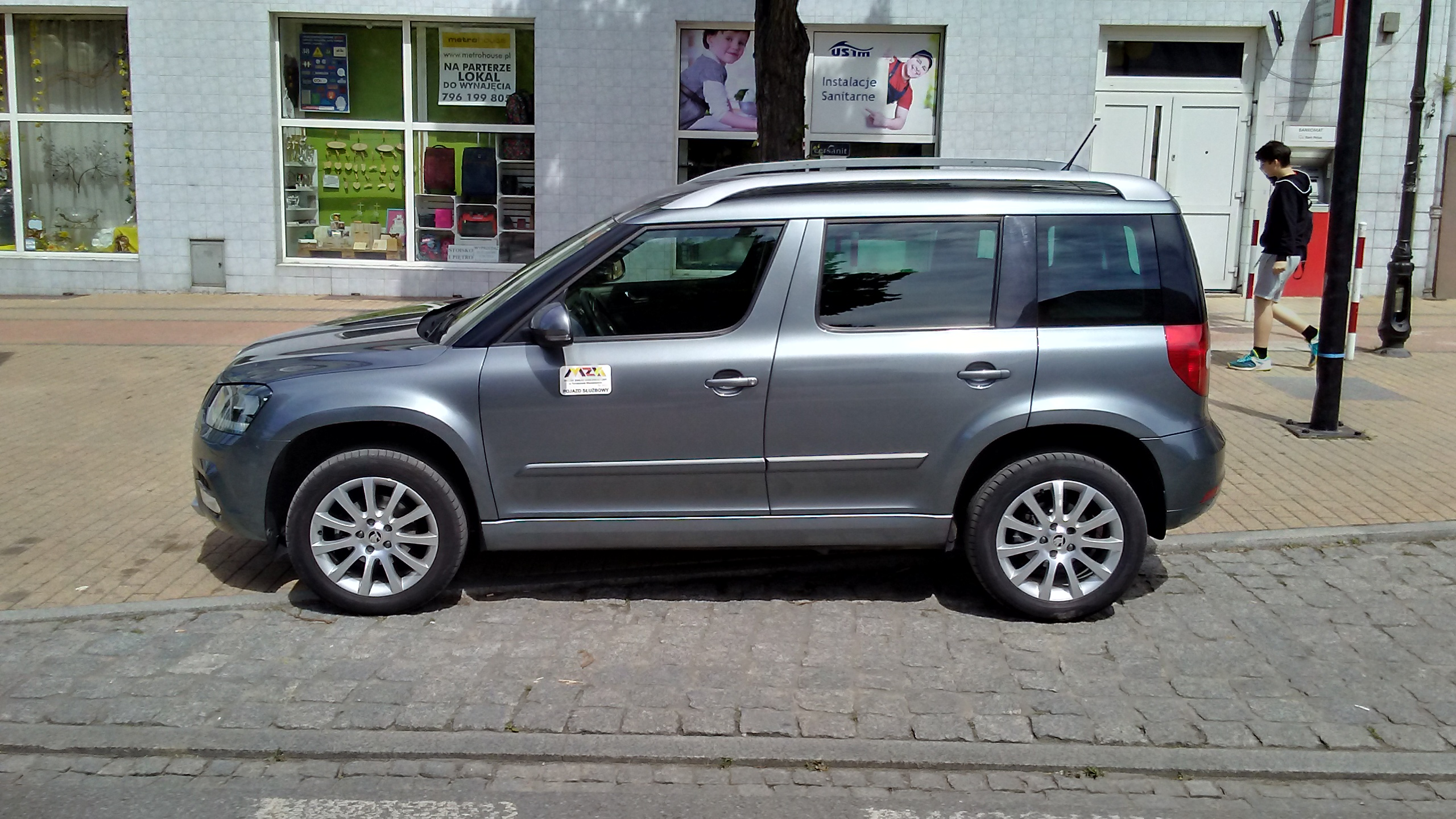
Samochód serwisowy tomaszowskiego MZK

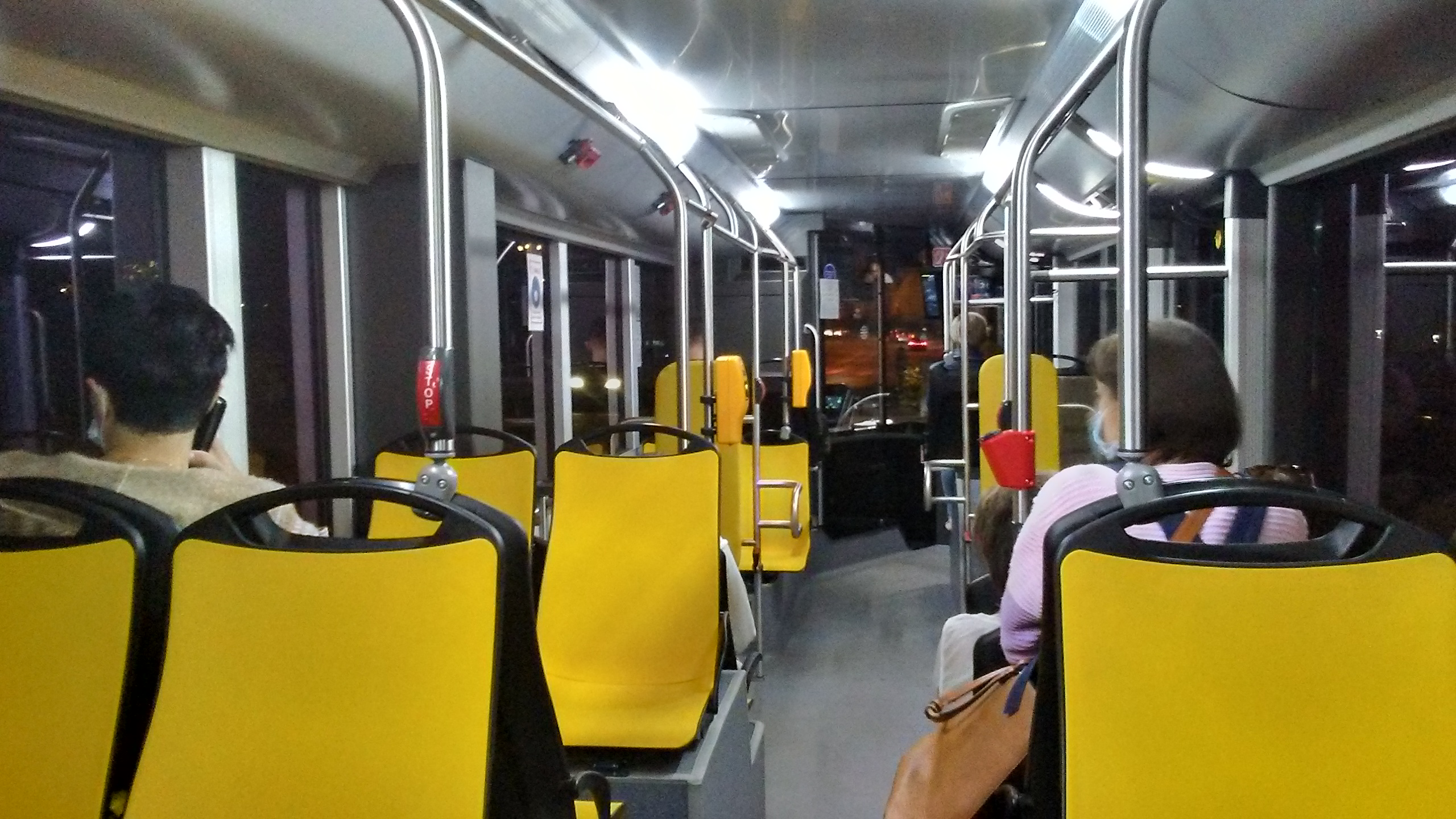
Wewnątrz autobusu elektrycznego Solaris Urbino 12 Electric w Tomaszowie (wrzesień 2021)

Po wprowadzeniu bezpłatnej komunikacji miejskiej i nowego rozkładu jazdy, Miejski Zakład Komunikacyjny wykonuje:
- 773 kursy (wzrost o 40,6%) w dniach powszednich (nauki szkolnej);
- 375 kursów w soboty (wzrost o 30,7%);
- 323 kursy w niedziele (wzrost o 56,8%)[48].

Jednocześnie przewoźnik odnotował gwałtowny wzrost (o 69,2%), liczby pasażerów w granicach administracyjnych miasta.
Miesięcznie pojazdy komunikacji miejskiej wykonują blisko 200 tys. kilometrów.

## Statystyki do 2018

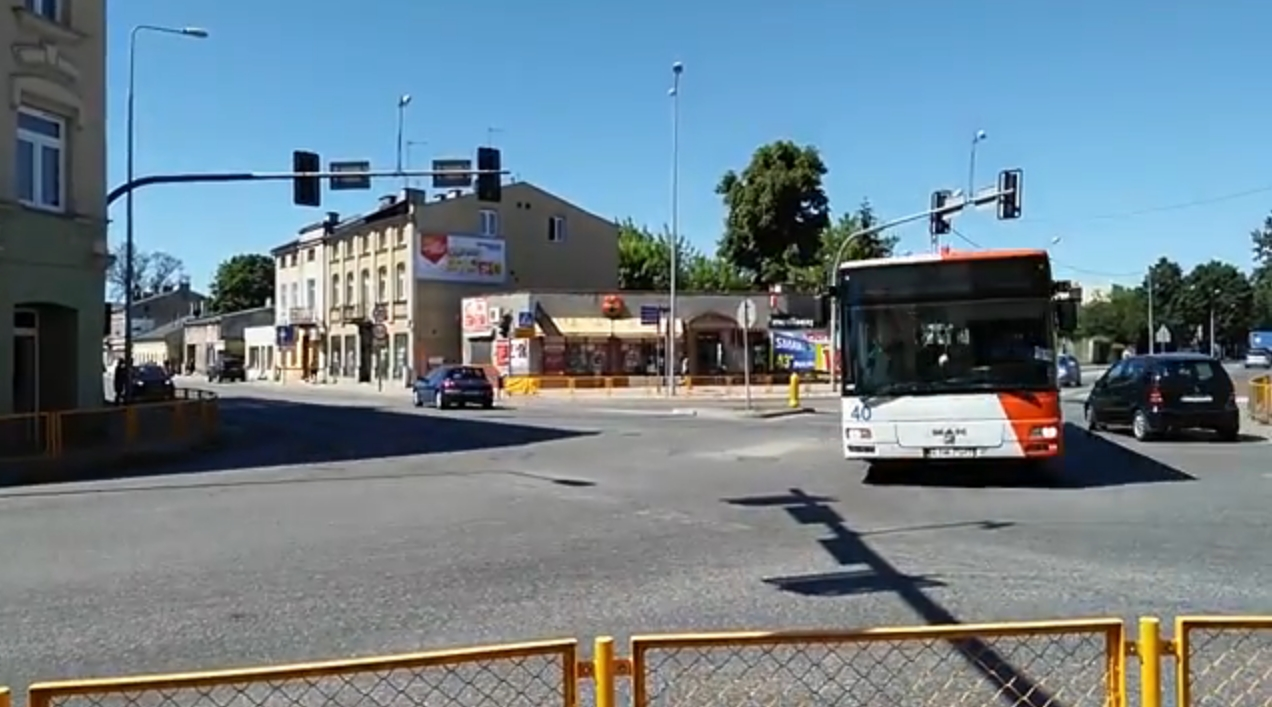
Jeden z autobusów w 2016 r.

Do stycznia 2018 roku obsługę przewozową MZK w Tomaszowie Maz. świadczył 40 autobusami na 18 liniach, w szczycie dnia powszedniego kursowało 31 autobusów. W skali dnia powszedniego na wszystkich liniach przewoźnik szacował, że przewoził ok. 14 tys. pasażerów. Wszystkie autobusy łącznie pokonywały około 5800 kilometrów dziennie. A kierowca tomaszowskiego MZK dziennie przejeżdżał około 150 kilometrów.

## Siatka połączeń

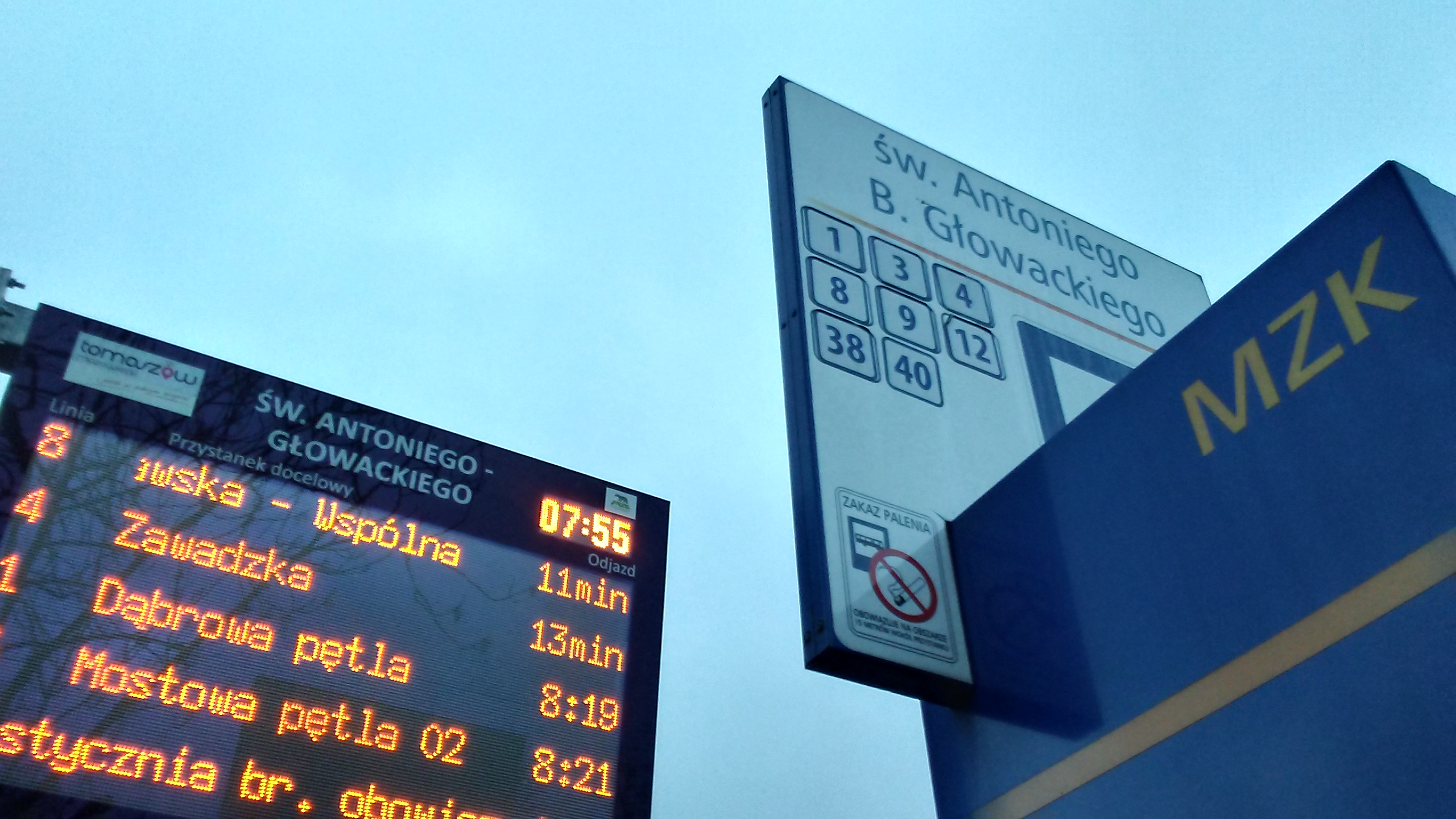
Wyświetlacz Systemu Informacji Pasażerskiej Inwestycja z 2018 roku

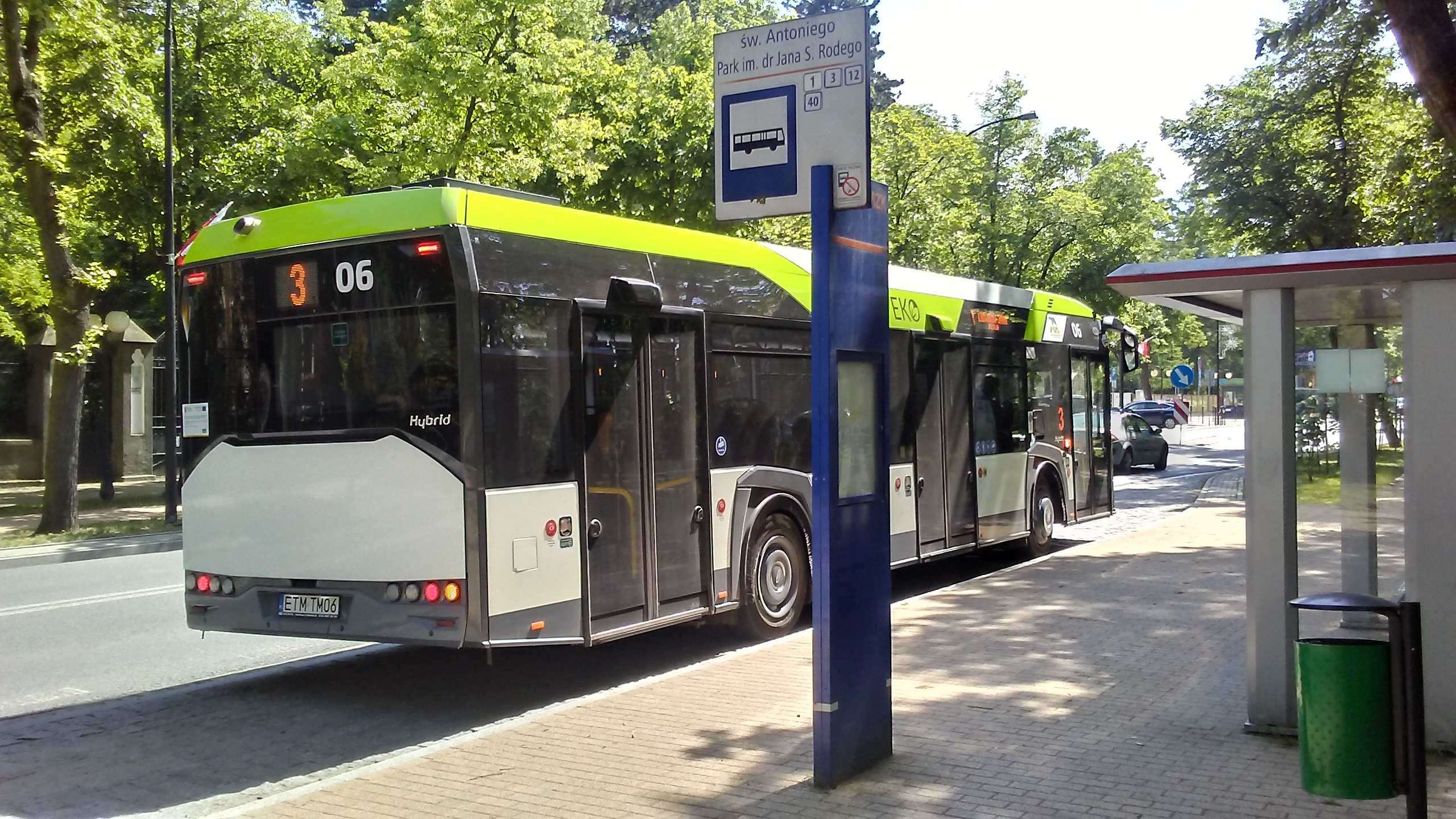
Przystanek z wiatą „św. Antoniego–park Rodego”

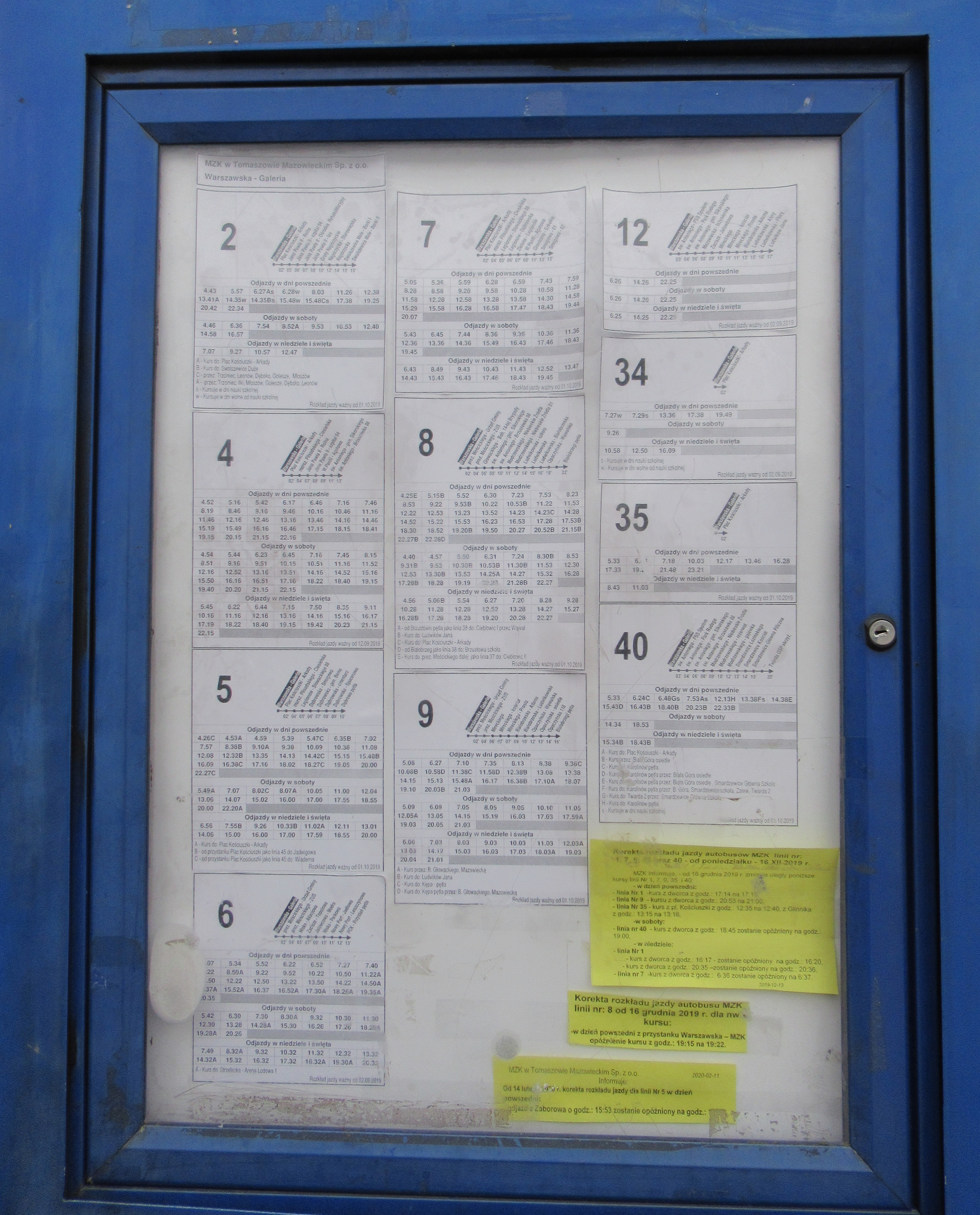
Tablica z rozkładem jazdy autobusów MZK na przystanku „Warszawska–Galeria” (2020)

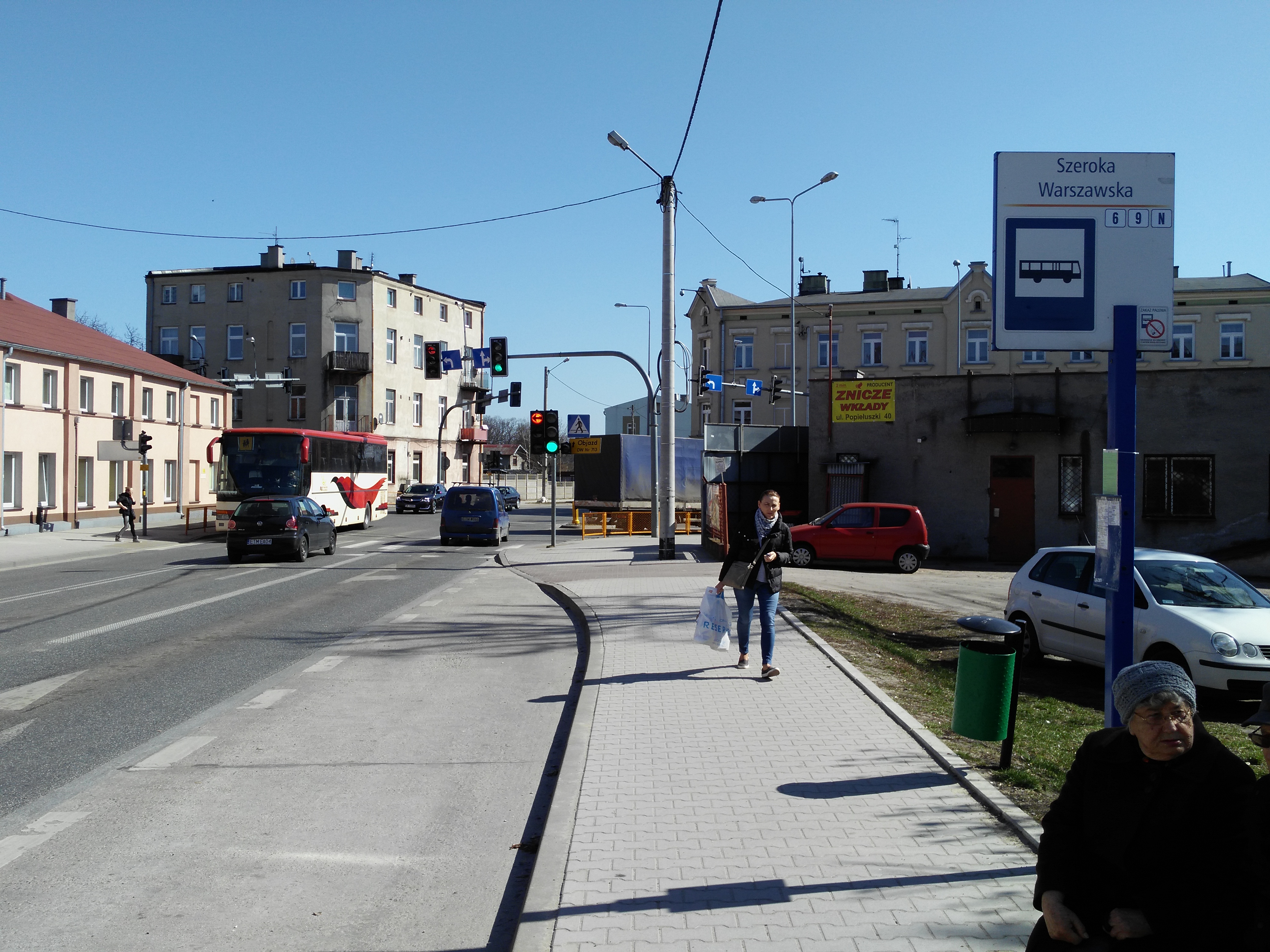
Przystanek bez zadaszenia „Szeroka–Warszawska”

### Linie miejskie
W 2018 roku stworzono węzeł przesiadkowy na pl. Kościuszki.
1: ZAWADZKA – Dz. Polskich – Chopina – DWORCE PKP/PKS – Dworcowa – Spalska – Szczęśliwa – Mireckiego – Zacisze – Mazowiecka – św. Antoniego – pl. Kościuszki – Berka Joselewicza (z powrotem: Słowackiego – Grunwaldzka) – Jana Pawła II – Podleśna – Legionów – Zielona – Dąbrowska – DĄBROWA.
2: DWORZEC PKP/PKS – Dworcowa – Popiełuszki – Konstytucji 3 Maja – Warszawska – pl. Kościuszki – Piłsudskiego – Berka Joselewicza (z powrotem: Słowackiego – Grunwaldzka) – Jana Pawła II – Pod Grotami – Nagórzycka – SWOLSZEWICE BORKI – Borki OSW – Trzciniec – Iłki– Leonów – Dębsko – Golesze – Młoszów.
3: NIEBRÓW – MOSTOWA – Hallera – Legionów – Piłsudskiego – plac Kościuszki – św. Antoniego – Mazowiecka – Zacisze – Mireckiego – Białobrzeska – Ludwikowska – LUDWIKÓW JANA.
4: ZAWADZKA – Dzieci Polskich – Warszawska – pl. Kościuszki – Piłsudskiego – Berka Joselewicza (z powrotem: Słowackiego – Grunwaldzka) – Jana Pawła II – Wandy Panfil – św. Antoniego – Brzustówka.
5: ZABORÓW – Komorów – UJEZDZKA SZKOŁA – Ujezdzka – Warszawska – pl. Kościuszki – Piłsudskiego – Legionów – Dąbrowska – DĄBROWA.
6: KOPLINA – E. Orzeszkowej – Zawadzka – Dzieci Polskich – Warszawska – Mościckiego – Głowackiego – Niska – Zacisze – Jałowcowa – Niska – Nowy Port – Strzelecka – ARENA LODOWA.
7: WILANÓW – Dworcowa – Główna – Warszawska – pl. Kościuszki – Piłsudskiego – Legionów – Zielona – Wandy Panfil – Graniczna – SMUGOWA.
8: ZBIEDIM – Piaskowa – WISTOM – Wysoka – WARSZAWSKA ZAJEZDNIA MZK – Warszawska – PL. KOŚCIUSZKI – Mościckiego – B. Głowackiego – św. Antoniego – A.F. MODRZEWSKIEGO – Robotnicza – Ludwikowska – Białobrzeska – Opoczyńska – BIAŁOBRZEGI PĘTLA.
9: DWORZEC PKP / PKS – Chopina – M.C. Skłodowskiej – Popiełuszki – Grota Roweckiego – Szeroka – Koplina (z powrotem: Szeroka) – Barlickiego – Warszawska – Mościckiego – Głowackiego – św. Antoniego – Modrzewskiego – Robotnicza – Ludwikowska – Białobrzeska – OPOCZYŃSKA.
12: FM LOGISTIC – Ujezdzka – Milenijna – Dzieci Polskich – Warszawska – św. Antoniego – Mazowiecka – Zacisze – Mireckiego – Białobrzeska – Ludwikowska – LUDWIKÓW JANA.

### Linie podmiejskie
31: WIADERNO SZKOŁA – Wiaderno – Jadwigów – Swolszewice – Nagórzyce – Wiaderno – Iłki – Swolszewice – WIADERNO SZKOŁA.
32: CHORZĘCIN – Godaszewice – Zawada – Kwiatkówka – Świńsko – Łagiewniki – Łazisko – Zawada – Niebrów – Zawada – Jadwigów – Zawada – CHORZĘCIN.
33: PLAC KOŚCIUSZKI – Piłsudskiego – Legionów – Hallera – Niebrów – Zawada – CHORZĘCIN.
34: PLAC KOŚCIUSZKI – Warszawska – Ujezdzka – CEKANÓW.
35: PLAC KOŚCIUSZKI – Konstytucji 3 Maja – Popiełuszki – Główna – Warszawska – Piaskowa – Luboszewy – Glinnik JW – Marianka – Nowy Glinnik – Dąbrowa – GLINNIK lub LUBOCHNIA. 
36: PLAC KOŚCIUSZKI – Mościckiego – Mireckiego – Białobrzeska – Opoczyńska – Sługocice – Brzustów szkoła – Brzustów II.
37: PLAC KOŚCIUSZKI – Mościckiego – Mireckiego – Białobrzeska – Gminna – Hubala – CIEBŁOWICE lub WĄWAŁ.
38: PLAC KOŚCIUSZKI – Mościckiego – Głowackiego – św. Antoniego – Modrzewskiego – Szymanówek – WĄWAŁ – Wąwalska – Opoczyńska – Jeleń – Sługocice – Brzustów szkoła – Brzustów II.
39: PLAC KOŚCIUSZKI – Legionów – Orzeszkowej – Zawadzka – Łazisko – Łagiewniki– Świńsko (wybrane kursy: Łazisko – Dębniak – Bielina – Wygoda – Wólka Krzykowska – Komorniki – CHORZĘCIN).
40: DWORCE PKP/PKS – Dworcowa – Spalska – Grota Roweckiego – Warszawska – PL. KOŚCIUSZKI – św. Antoniego – Smardzewice – Twarda – Tresta – KAROLINÓW.
45: PLAC KOŚCIUSZKI – Piłsudskiego – Legionów – Dąbrowska – DĄBROWA – Wiaderno – WIADERNO SZKOŁA – Wiaderno pętla – JADWIGÓW.

## Ogólnodostępna stacja paliw MZK Tomaszów Mazowiecki

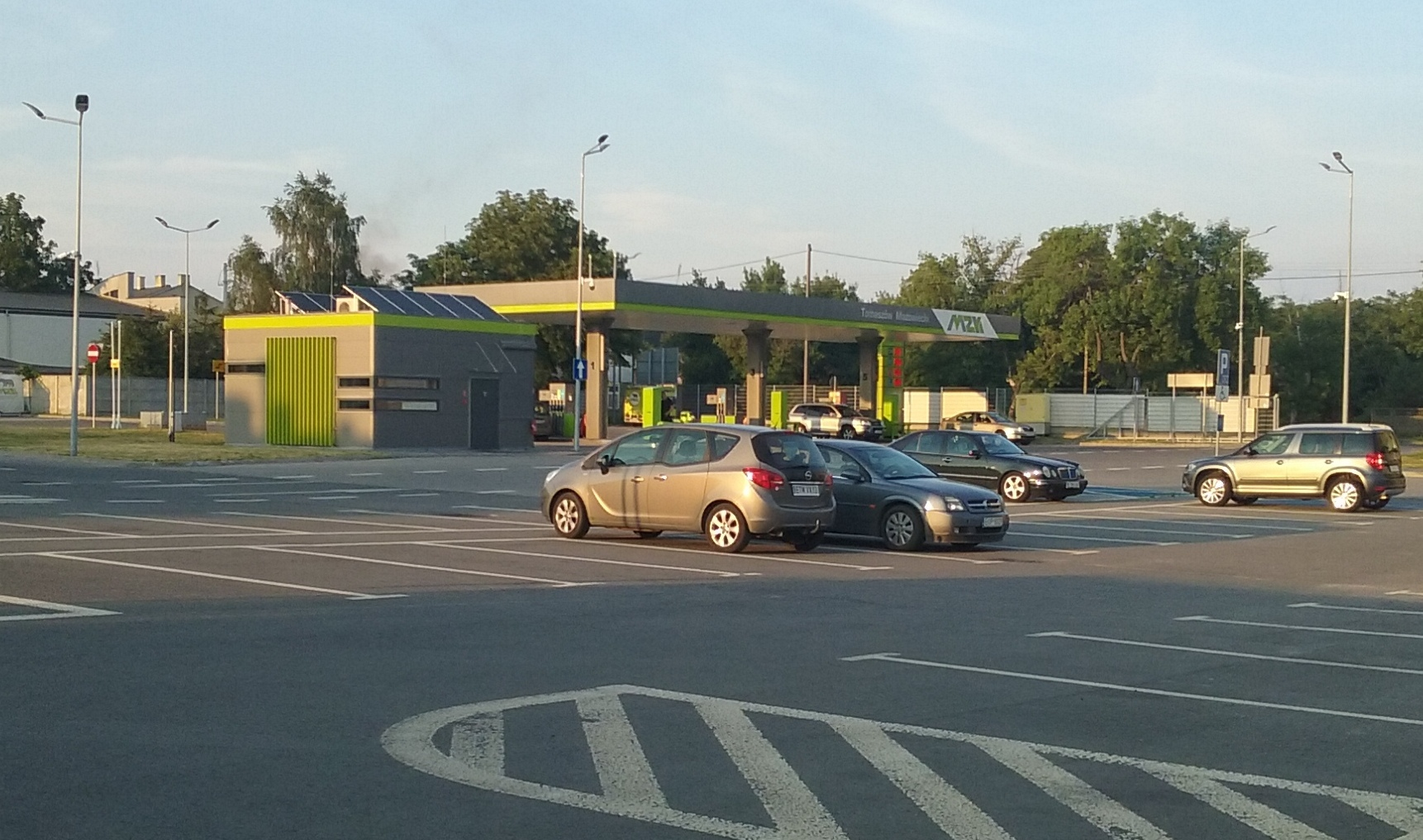
Ogólnodostępna stacja paliw w zajezdni przy Warszawskiej 109/111

Od końca kwietnia 2021 roku na terenie zajezdni MZK działa ogólnodostępna stacja paliw. Stację pobudowano za 3 233 801 złotych. Dostawcą paliwa jest PKN Orlen. Posiadacze „Karty Tomaszowianina” mogą korzystać z usług stacji ze zniżkami. Stacja jest pierwszą w mieście stacją samoobsługową, ma sześć stanowisk, w jej skład wchodzi również budynek z automatami sprzedażowymi i toaletą.